# Agua (elemento)

Fría y húmeda, el símbolo alquímico para el agua es un triángulo con su vértice invertido.

El elemento agua (en griego ὕδωρ, ὕδατος; hýdor, hýdatos, y de ahí la voz «hidro») junto con el fuego, la tierra y el aire, es uno de los cuatro elementos de las cosmogonías tradicionales en Occidente y Oriente. Está presente en todas las religiones y sus rituales, en la filosofía esotérica, en la alquimia y en la astrología.
Se le atribuyen caracteres femeninos, pasivos y fecundantes. Su esencia demiúrgica presente en abundantes mitos tuvo especial desarrollo en Mesopotamia y en el océano primordial del antiguo Egipto.
Los signos asociados con el elemento agua son Cáncer, Escorpio y Piscis.

## En Occidente

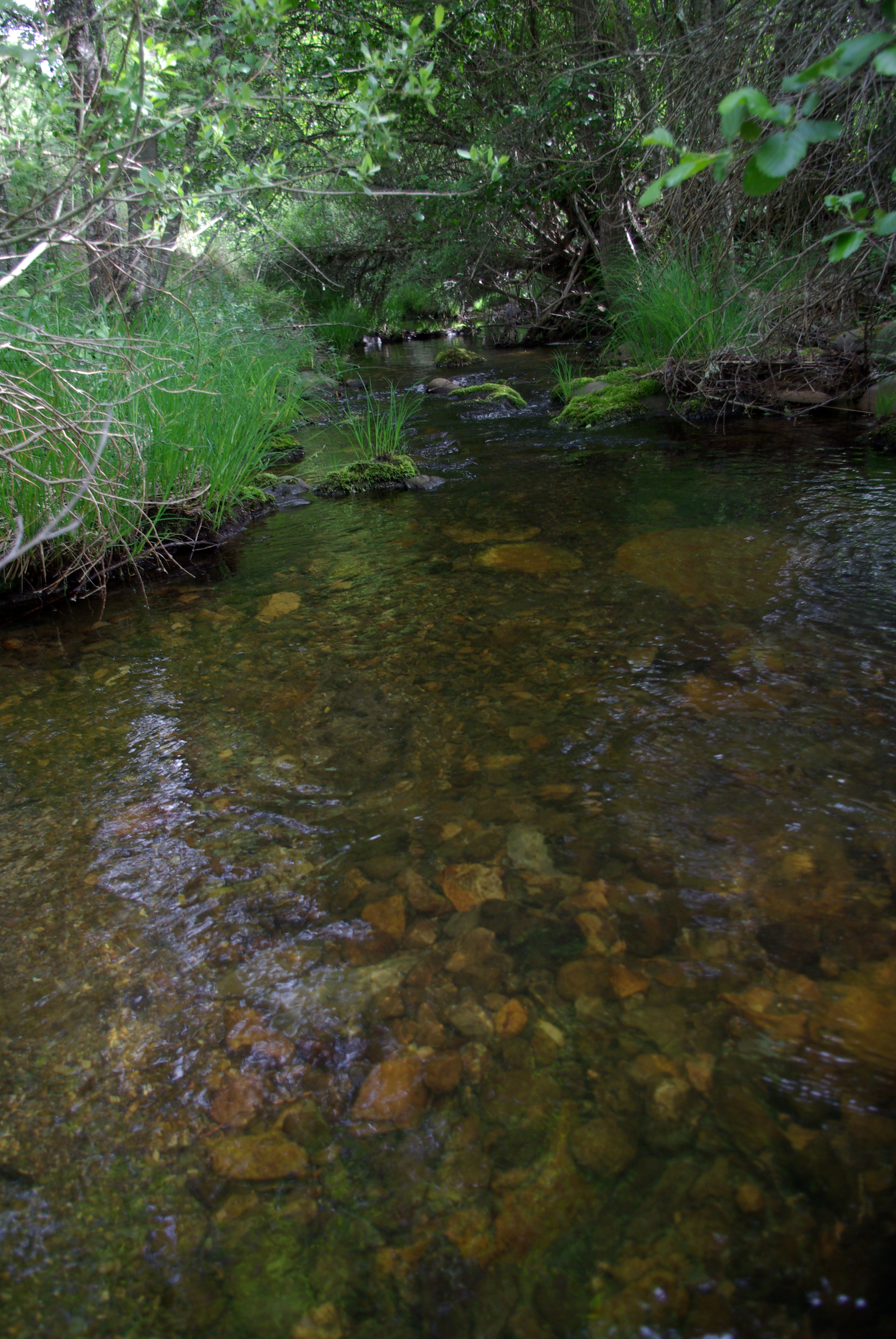
Arroyo Ceide (Omaña, León).

Tales de Mileto propuso como el principio o arché de todas las cosas el agua, posteriormente Anaxímenes propuso el aire, Heráclito el fuego y Jenófanes la tierra.
Empédocles los unificó en la teoría de las cuatro raíces (a las que Aristóteles más tarde rebautizaría como elementos).
Por su parte, Platón, asumiendo los cuatro elementos propuestos por Empédocles, propuso en su Timeo, que el cuerpo geométrico asociado al agua es el icosaedro, formado con veinte tríangulos equiláteros. Para Aristóteles, los cuatro elementos se encontraban organizados alrededor del centro del universo para formar una esfera sublunar. Completaba su tradicional estudio anotando que:

«el agua es tanto fría como húmeda, y ocupa un espacio entre el aire y la tierra en las esferas elementales».

Hipócrates en su descripción de los cuatro humores asoció al agua la flema o «pituita». En la medicina antigua y medieval, esta simbología se extendería al invierno, el temperamento flemático, la feminidad, el cerebro y el punto cardinal oeste.[cita requerida]

## En Oriente
En la filosofía china, el agua es uno de los cinco elementos. Se la asocia al planeta Mercurio, al norte, al invierno, al color negro (porque representa a las inundaciones), y se considera que gobierna los riñones. En el taoísmo el agua representa inteligencia y sabiduría, si bien la abundancia extrema de este elemento puede causar dificultad de elección y apego a las cosas. En el ciclo de dominación, el agua domina al fuego y es dominada por la tierra.
En los pancha maja-bhuta (cinco grandes elementos) del hinduismo y budismo temprano, el agua es ap o yala. También es uno de los «cinco movimientos» o «fases» del Wu Xing, hidratando la «madera» según el «ciclo de generación» (cheng) y apagando el fuego según el «ciclo de dominación» (ko).

### El elemento agua en la estética pictórica del Extremo Oriente
De los innumerables homenajes que el arte oriental le ha dedicado al agua, su filosofía y sus simbolismos, pueden servir de muestra estos ejemplos:

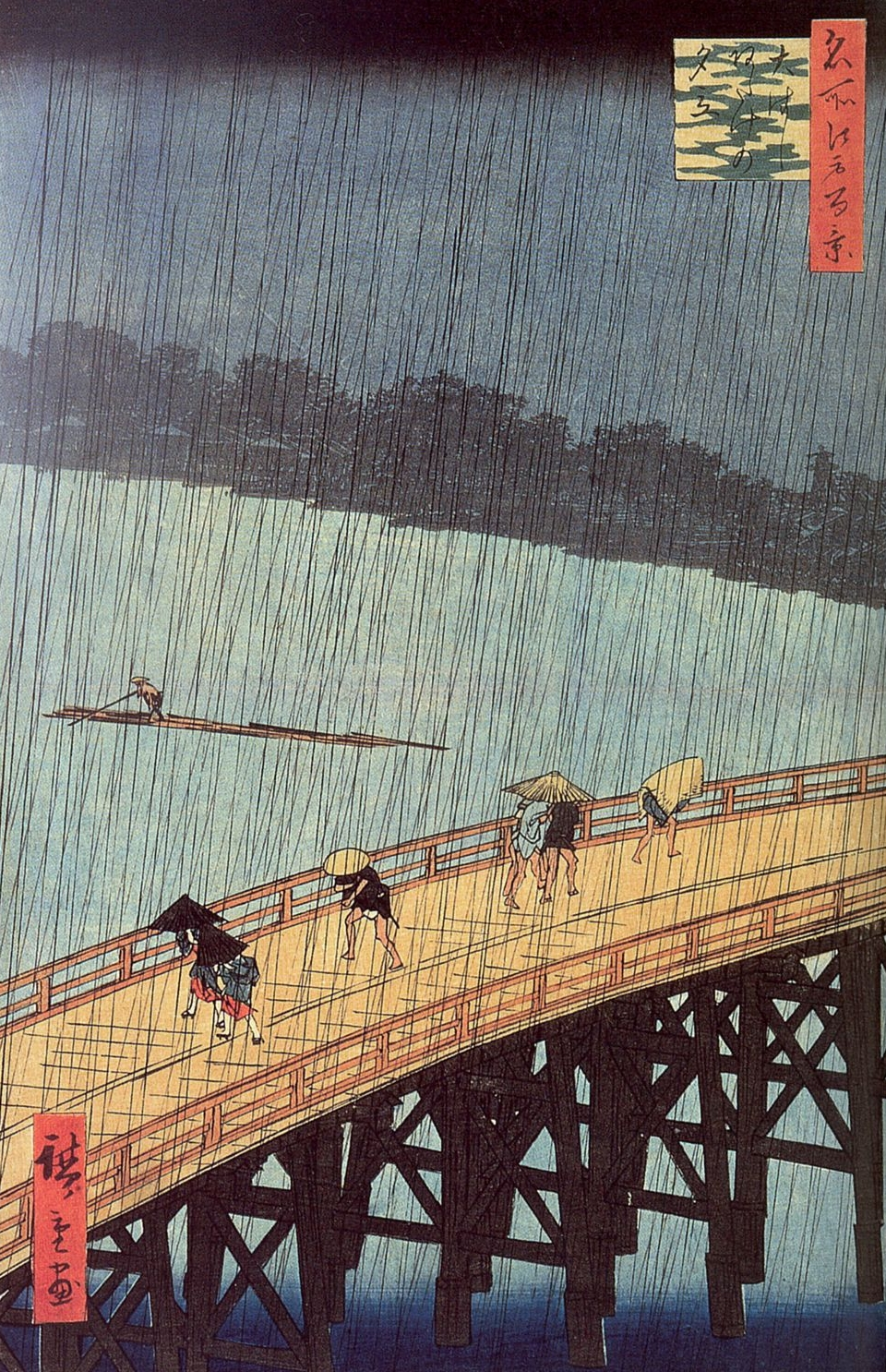
Xilografía policromada de Utagawa Hiroshige: El puente Ōhashi en Atake bajo una lluvia repentina (1857).
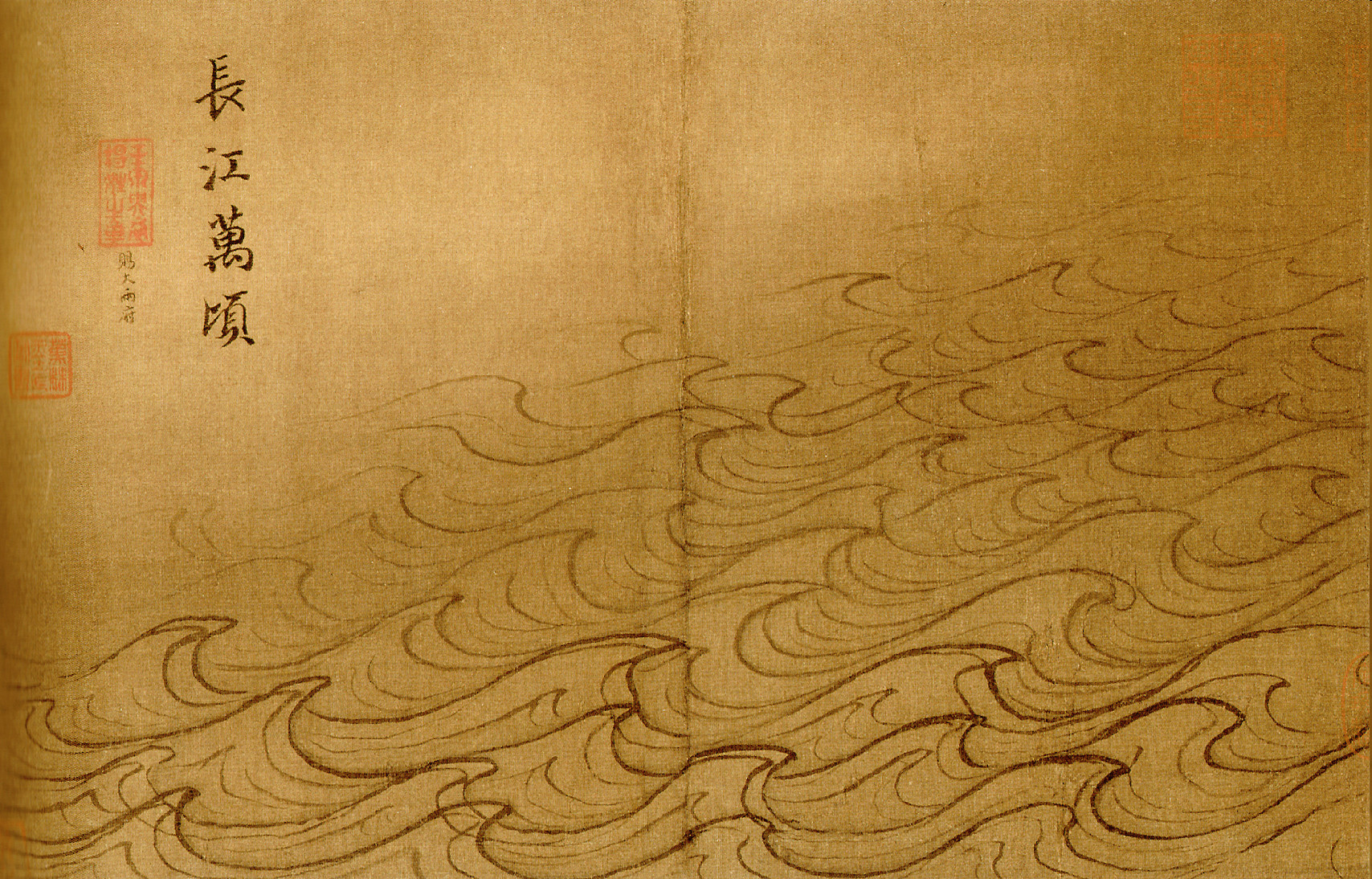
Ma Yuan (1160-1225): Diez mil ondas en el Yangtsé (tinta sobre seda). Palacio de Verano de Pekín.
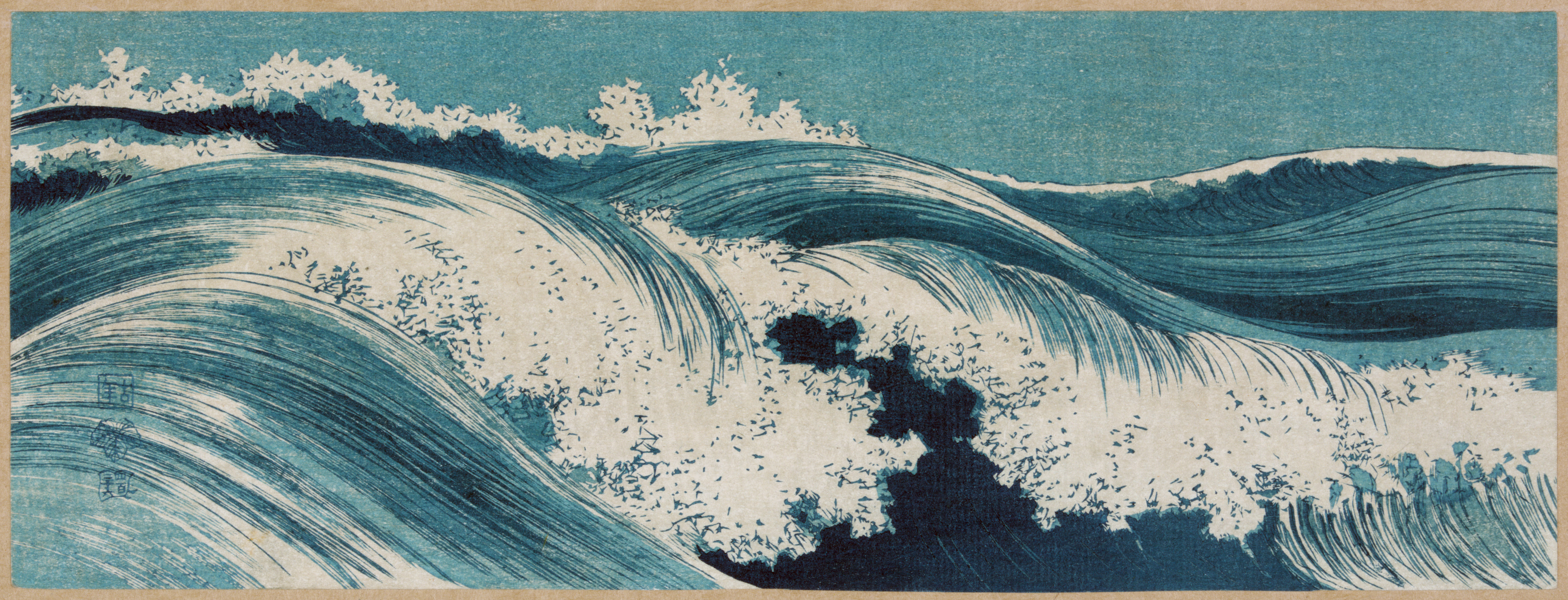
Konen Uehara: Olas (xilografía, hacia 1910). Biblioteca del Congreso de Estados Unidos.
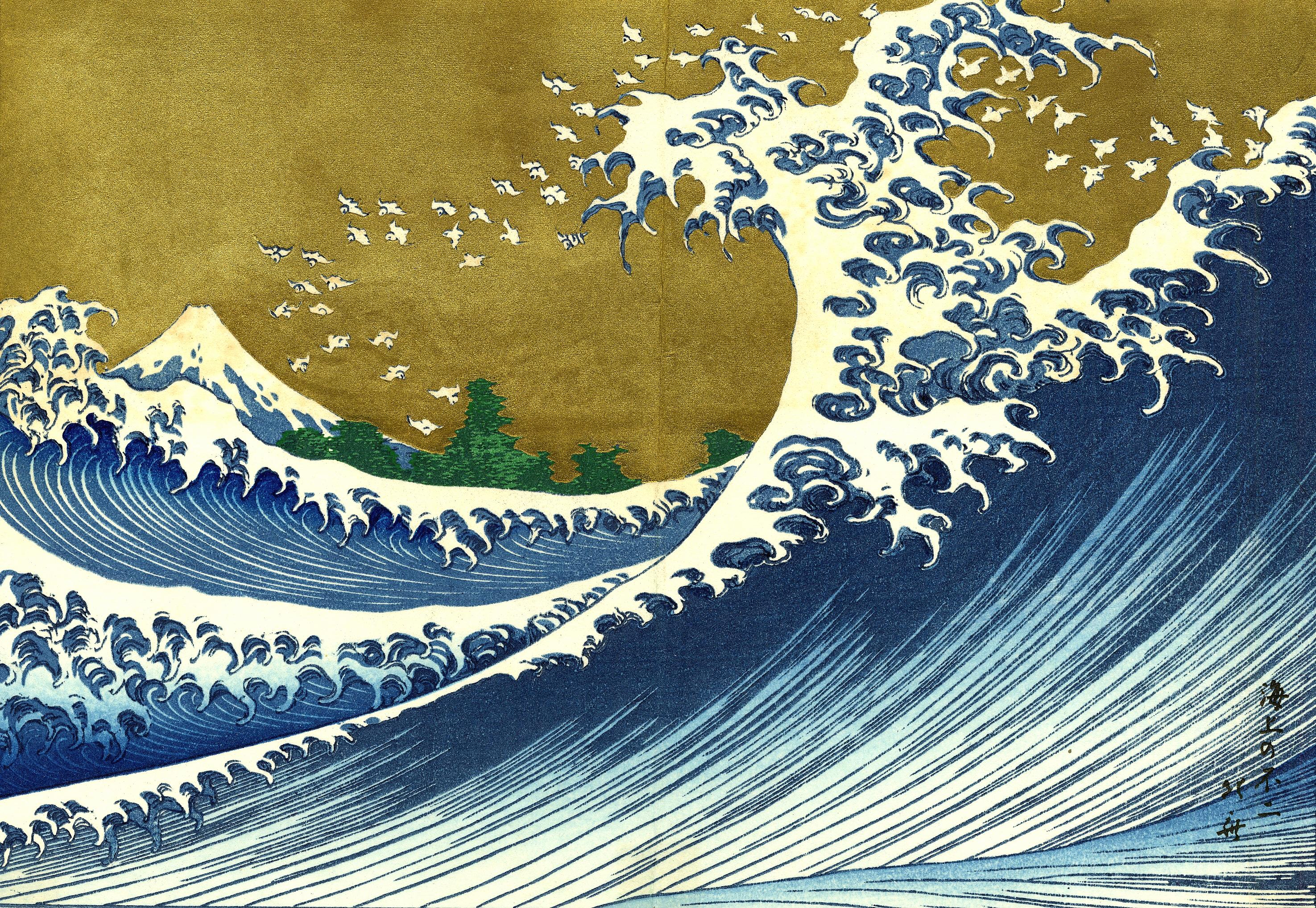
Katsushika Hokusai: Kaijo no Fuji, del segundo volumen de las Cien vistas del monte Fuji (1834).

## Simbolismo iconográfico
En China y en Japón, el agua era representada por una tortuga negra, conocida como 玄武 (Xuán Wǔ). En la religión azteca, por una caña; en la religión hindú, por la sangre; para la cultura griega, por una copa; para los escitios, como un cuenco; para los celtas, un caldero.
El cristianismo, tomando algunos aspectos iconográficos de la cábala, identifica el elemento agua con el arcángel Gabriel y el evangelista San Juan (con su animal simbólico: el águila).